# 巴西中央銀行
巴西中央銀行（葡萄牙語：Banco Central do Brasil）是巴西的最高金融管理局、政府的金融和经济机构。它於1964年12月31日成立。
中央銀行和巴西財務廳相互协作。如同其他中央银行，巴西中央銀行是国家最主要的货币管理机关。它是由货币与信贷局（Bureau of Currency and Credit）、巴西银行（Bank of Brasil）和国库（National Treasury）三个部门组建而成，并接替它们行使职权。

## 政策利率
巴西中央銀行以基準利率（英語：Selic interest rate）作為政策利率，由貨幣政策委員會在每隔45日舉辦的會議制訂。截至2022年9月，基準利率為13.75%。

## 事件
在2005年8月6日和8月7日，一帮不明的强盗挖通隧道并进入中央銀行在福塔雷萨的支行，用5个保存50元雷亞尔的鈔票箱，盗走了大约156亿雷亞尔（6800万美元，3600万英鎊，5500万欧元）。强盗成功的躲避或切断了銀行內部的警報器和傳感器，所以直到銀行星期一（8月8日）开业那天早上，人们才發現福塔雷萨支行被盗窃了。事件被改篇為電視劇集《巴西央行大劫案（英語：The Great Robbery of Brazil's Central Bank）》並於2022年於Netflix上映。